# 11238 Johanmaurits
A 11238 Johanmaurits (ideiglenes jelöléssel 2044 P-L) a Naprendszer kisbolygóövében található aszteroida. Cornelis Johannes van Houten,  Ingrid van Houten-Groeneveld és Tom Gehrels fedezte fel 1960. szeptember 24-én.